# Hemibos
Hemibos — вимерла оленеподібна (Artiodactyla) тварина з родини бикових (Bovidae). Його викопні рештки були знайдені в Азії та Європі, зокрема в Китаї, на Італійському півострові, Піренейському півострові та в Палестині, Ізраїлі, Пакистані та Індії.

## Опис
Ця тварина була великим биковим, схожим на сучасного Bubalus bubalis, предком якого він, ймовірно, є. Він характеризувався подовженими та невираженими лобовими кістками; кісткові серцевини рогів не мали шийки біля основи, а кут між рогами був змінним, але зазвичай між 85 ° і 110 °. Крім того, орієнтація рогів була різною залежно від виду: види H. triquetricornis, H. acuticornis, H. galerianus мали роги, спрямовані назад, назовні і трохи вгору, тоді як H. antelopinus, H. palaestinus мали різну морфологію.